# Kaliumfosfat
Kaliumfosfat är ett salt av kalium och fosforsyra med formeln K3PO4.

## Framställning
Kaliumfosfat kan framställas genom att lösa rent kalium i fosforsyra (H3PO4)
{\displaystyle {\rm {6\ K+2\ H_{3}PO_{4}\rightarrow 2\ K_{3}PO_{4}+3\ H_{2}}}}

## Användning
Kaliumfosfat används som tillsats i tvättmedel för att minska vattenhårdheten och som gödningsmedel. När det används i livsmedel har det E-nummer 340.